# Oaks of Avalon
Oaks of Avalon är en fornlämning i Storbritannien.   Den ligger i grevskapet Somerset och riksdelen England, i den södra delen av landet, 180 km väster om huvudstaden London. Oaks of Avalon ligger 39 meter över havet.
Terrängen runt Oaks of Avalon är platt åt sydväst, men åt nordost är den kuperad. Runt Oaks of Avalon är det ganska tätbefolkat, med 144 invånare per kvadratkilometer. Trakten runt Oaks of Avalon består i huvudsak av gräsmarker.